# Oroqen
Gli Oroqen (鄂伦春族), o anche Oroqin, Orochen o Orochon (da non confondere con gli Oroch del territorio di Chabarovsk o con gli Orok dell'oblast' di Sachalin), sono un gruppo etnico del nord della Cina classificato nei 56 gruppi etnici riconosciuti ufficialmente dalla Repubblica popolare cinese. Il loro nome letteralmente significa "popolo delle renne".
Vivono principalmente nella Mongolia Interna e lungo il fiume Heilongjiang (Amur), in una zona denominata Bandiera autonoma di Oroqen, una landa costituita perlopiù da foreste e con capoluogo la piccola cittadina di Alihe.
La popolazione si attesta sui 7.000 individui, che parlano la propria lingua nativa, l'oroqen (ceppo tunguso, gruppo manchù-tunguso, famiglia di lingue altaiche), o il cinese. Non hanno nessun linguaggio scritto.
Sono per la maggior parte cacciatori e sono soliti indossare pellicce o abiti fatti con pelli di animali. Gli animali che vivono nelle steppe innevate sono anche la loro fonte primaria di cibo (cervi, alci, cinghiali, renne). Alcuni di loro hanno smesso di praticare la caccia e si sono adeguati alle leggi in vigore in Cina per quanto riguarda la protezione degli animali. Il governo centrale, infatti, ha promesso case ed approvvigionamenti a tutti gli Orogen che abbandonano il vecchio stile di vita.
Le loro abitazioni sono tradizionalmente costruite in legno, hanno una particolare forma di cono e sono denominate Xierenzhu (letteralmente: casa su pali di legno).
Gli Orogen sono rappresentati al Congresso nazionale del popolo da un proprio delegato e sono riconosciuti come minoranza etnica.